# Medaglia commemorativa della guerra di liberazione
La medaglia commemorativa della guerra di liberazione è una decorazione della Repubblica Italiana destinata ad onorare tutti coloro che avevano combattuto nella Guerra di liberazione sia nelle file della Resistenza che nell'Esercito cobelligerante italiano.

## Distintivo della guerra di liberazione in corso contro i tedeschi
La medaglia è un'evoluzione del Distintivo della guerra di liberazione in corso contro i tedeschi, adottato con la circolare n. 182 emanata il 21 aprile 1945 dal Ministero della guerra del Regno d'Italia per coloro che avevano preso parte alla guerra contro la Germania, iniziata di fatto il 9 settembre 1943, dopo il Proclama di Badoglio, e che sarebbe terminata l'8 maggio 1945, con la resa tedesca agli Alleati.  Successivamente, con una circolare del 1950, fu esteso alle operazioni di sminamento effettuate fino al 16 aprile 1946.

### Insegne
Il distintivo consiste in un nastrino di seta largo 37 mm, formato dai colori della bandiera italiana con il verde a sinistra di 8 mm di larghezza, il rosso a destra di 8 mm ed il bianco in mezzo di 21 mm, caricato al centro dai colori caratteristici degli anglo-americani disposti su cinque filetti verticali della larghezza di un millimetro ciascuno: tre rossi e due azzurri alternati.

## Distintivo della guerra di liberazione
Il  Distintivo della guerra di liberazione, a carattere esclusivamente onorifico, fu istituito dalla Repubblica Italiana con Decreto del Presidente della Repubblica n. 1590 del 17 novembre 1948.

### Insegne
Il nuovo distintivo è identico a quello del 1945.
Sul nastrino andava applicata una stelletta in metallo brunito per ogni anno di campagna riconosciuto.

### Criteri di eleggibilità
Ebbero il diritto a fregiarsi del distintivo:
- i militari e militarizzati delle Forze armate italiane,
- gli appartenenti alla Guardia di finanza,
- il personale della Croce Rossa Italiana e del Sovrano Militare Ordine di Malta,
- gli assimilati ed i civili,

caduti in combattimento durante la guerra di liberazione oppure che si erano trovati in una delle seguenti condizioni:
1. avevano prestato servizio dal 9 settembre 1943 in poi, per un periodo di almeno tre mesi anche non consecutivi, alle dipendenze di enti delle Forze armate dello Stato, mobilitati dai rispettivi Stati Maggiori o, se civili o assimilati, al seguito delle Forze armate operanti;
2. avevano riportato ferite o mutilazioni o contratto infermità riconosciute dipendenti da cause specificamente derivanti da azioni di guerra;
3. avevano onorevolmente partecipato ad un importante fatto d'arme;
4. avevano ottenuto, in dipendenza dell'attività bellica nella guerra di liberazione o in azioni contro i tedeschi prima della dichiarazione di guerra alla Germania (13 ottobre 1943), una ricompensa al valor militare o la Croce al merito di guerra.

Inoltre avevano diritto al Distintivo coloro ai quali era stata attribuita la qualifica di "partigiano combattente".
Il diritto a fregiarsi del distintivo fu esteso, con la Legge n. 390 del 24 maggio 1950, a militari e militarizzati impiegati nel rastrellamento e dragaggio di mine, bombe ed ordigni esplosivi in genere, per un periodo minimo di tre mesi anche non continuativo e fino al 16 aprile 1946.
La speciale autorizzazione a fregiarsi del Distintivo veniva concessa, a domanda degli interessati, sotto forma di un certificato nominativo rilasciato dalle autorità all'uopo indicate dal Ministro della difesa.

## Trasformazione del distintivo in medaglia
Il distintivo fu trasformato nella medaglia commemorativa della guerra di liberazione con decreto del Presidente della Repubblica n. 399 del 6 maggio 1959 che autorizzava a fregiarsi della medaglia il personale militare, militarizzato, assimilato e civile che aveva (o che avrebbe) ottenuto l'autorizzazione a portare il Distintivo.

### Insegne

#### Medaglia
La medaglia commemorativa della guerra di liberazione ha un diametro di 33 mm. e reca:
sul dirittol'immagine della Dea Roma quale risulta scolpita sulla tomba del Milite Ignoto;
sul rovescioal centro una stella a cinque punte contornata, invece che dal serto d'alloro previsto dalla norma istitutiva, da una corona aperta formata da un ramo d'alloro a sinistra e da un ramo di quercia a destra, legati in basso con un nastro, in alto: "Guerra 1943-45", in basso: "Z".

#### Nastro
La medaglia si porta al lato sinistro del petto, appesa ad un nastro di seta avente gli stessi colori e le stesse caratteristiche del Distintivo, sul quale vanno applicate tante fascette metalliche quanti sono agli anni di campagna riconosciuti, ogni fascetta con l'indicazione dell'anno.

#### Nastrino
Sia in età monarchica che in età repubblicana sui nastrini andava apposta una stelletta brunita per ogni anno di campagna:
| Nastrini                   |                    |                    |                    |                    |
| meno di 1 anno di campagna | 1 anno di campagna | 2 anni di campagna | 3 anni di campagna | 4 anni di campagna |

## Due onorificenze gemelle
Con il citato decreto n. 1590 fu istituito anche il distintivo del periodo bellico 1940-43, anch'esso trasformato in una medaglia con il medesimo decreto n. 399: la medaglia commemorativa del periodo bellico 1940–43, identica alla presente tranne che per le date; è interessante notare che una era riservata a chi si era battuto contro gli Alleati, l'altra a chi invece aveva combattuto - unitamente agli Alleati - contro i nazifascisti.